# لينا جميل كرم
لينا ج. كرم مهندسة كهربائية وحاسوب لبنانية أمريكية. وهي زميلة IEEE. تشمل مجالات عملها معالجة الإشارات الرقمية ومعالجة الصور/ الفيديو والترميز والإرسال ورؤية الكمبيوتر والتعلم الآلي والمعالجة البصرية القائمة على الإدراك الحسي.

## تعليم
حصلت لينا كرم على بكالوريوس في الهندسة من الجامعة الأمريكية في بيروت عام 1992، بالإضافة إلى درجتي ماجستير ودكتوراه في الهندسة الكهربائية من معهد جورجيا للتكنولوجيا عام 1995. كان مشرف الدكتوراه عليها هو جيمس إتش ماكليلان. كجزء من رسالتها للدكتوراه، قدمت نظرية جديدة لتقريب الوظائف مما أتاح تطوير خوارزمية فعالة جديدة لتصميم مرشحات رقمية ذات استجابة متناهية النبضة (FIR) ذات حجم تعسفي واستجابات المرحلة. كما طورت أيضًا نظرية وخوارزميات للتصميم الفعال لمرشحات FIR متعددة الأبعاد ذات القيمة المعقدة مع استجابات عشوائية من حيث الحجم والطور. أعتمد عملها الأساسي في مجال التصفية الرقمية على نطاق واسع من قبل المهندسين والعلماء والباحثين لتطوير التطبيقات والمنتجات المحسنة في مختلف معالجة الإشارات والاتصالات والتطبيقات الكهرومغناطيسية والطبية الحيوية، بما في ذلك المعالجة الجيوفيزيائية والتصوير بالرنين المغناطيسي والتصفية منخفضة التأخير، معادلة القناة، وتصميم الهوائي، من بين أمور أخرى. دمجت خوارزمية تصميم المرشح الرقمي للدكتور كرم في MATLAB Signal Processing Toolbox (كوظيفة cfirpm).

## مسار مهني ووظيفي
خلال فترة الدكتوراه، تدربت في شلمبرجير في أوستن، تكساس، حيث عملت على تصور البيانات، وفي مختبرات AT&T Bell (موراي هيل، نيو جيرسي)، حيث عملت على ضغط الفيديو بمعدل بت منخفض.
بعد حصولها على درجة الدكتوراه من معهد جورجيا للتكنولوجيا في عام 1995، انضمت إلى جامعة ولاية أريزونا حيث أصبحت أستاذًا للهندسة الكهربائية وهندسة الحاسبات، ورئيس البرنامج ومدير برنامج هندسة الكمبيوتر، ومدير الصورة والفيديو و & معمل الاستخدام. في عام 2020، عينت عميدًا لكلية الهندسة في الجامعة اللبنانية الأمريكية في لبنان، وأصبحت أول امرأة تشغل منصب عميد الهندسة في الشرق الأوسط.
قادت الدكتورة كرم مبادرات متعددة التخصصات بين الجامعات والصناعة والحكومة لتحديد الجيل التالي من التنقل الآلي الآمن والفعال على نطاق واسع وعملت كمحرر ضيف رئيسي لقضية خاصة عن القيادة الذاتية. في 30 أكتوبر 2018، ظهرت الدكتور كرم على FOX 10 News في مقطع عن السيارات ذاتية القيادة وفي مقال إخباري في مجلة Phoenix Business Review عن اختبار Waymo's Self-Driving Truck Test. شاركت أيضًا في بودكاست وفي العديد من الندوات حول السيارات ذاتية القيادة والمدن الذكية بما في ذلك اللجان المنظمة لمحترفي القانون والمدن المحلية والتوعية العامة. أسست تحالف التنقل الآلي في عام 2019.
تمتلك الدكتورة كرم أكثر من 220 إصدارًا تقنيًا وهي مخترعة ل7 براءات اختراع أمريكية. وهي عضو في الأكاديمية الوطنية للمخترعين، فرع جامعة ولاية أريزونا. عملت في لجنة التخطيط الإستراتيجي لخدمات النشر والمنتجات (PSPB) التابعة لـ IEEE، ومجلس إدارة جمعية معالجة الإشارات (SPS) في IEEE، ولجنة تقييم الزملاء في دوائر وأنظمة IEEE، ومجلس مؤتمر IEEE SPS، ومجلس المنشورات، والجائزة. مجلس الإدارة، وكذلك في اللجان الفنية وفي مجالس التحرير في العديد من المجلات عالية التأثير. شغلت منصب الرئيس المشارك العام لـ IEEE ICME 2019، والرئيس العام لـ IEEE ICIP 2016، ورئيس البرنامج الفني لـ IEEE ICIP 2009، والرئيس العام لورش عمل IEEE DSP / SPE لعام 2011. شاركت في تأسيس مؤتمر QoMEX الدولي. وهي عضو في اللجنة الفنية لمعالجة الصور والفيديو والإشارات متعددة الأبعاد التابعة لـ IEEE SPS، وفي اللجنة الفنية DSP لجمعية IEEE للدوائر والأنظمة.

## جوائز وتكريمات
حصلت على العديد من الجوائز، بما في ذلك:
- جائزة CAREER لمؤسسة العلوم الوطنية.
- جائزة NASA Technical Innovation.
- جائزة Intel Outstanding Researcher.
- جائزة IEEE Signal Processing Society 's Best Journal.
- جائزة IEEE Phoenix Section Outstanding Faculty Award.
- جائزة IEEE Region 6.

أدارت العديد من المشاريع الممولة التي أدت إلى نقل التكنولوجيا بنجاح مع شركاء الصناعة. أطلقت مؤخرًا برنامج شراكة بين الأوساط الأكاديمية والصناعية في وادي السليكون، وشاركت كقاضية في Vision Tank 2019 لقمة Embedded Vision، وهو حدث منافسة أقيم في وادي السيليكون للشركات الناشئة. بدأت وساعدت في إنشاء أول جائزة للابتكار المرئي في العالم في عام 2016 وجائزة مبتكر نجمة الوسائط المتعددة الأولى في العالم في عام 2019.